# Yoshiaki Tōjō
Yoshiaki Tōjō (jap. 東条義昭, Tōjō Yoshiaki; * um 1940) ist ein japanischer Badmintonspieler.

## Karriere
Yoshiaki Tōjō wurde 1963 japanischer Meister im Herrendoppel mit Yukiharu Suzuki und 1965 Meister im Mixed mit Fumiko Yokoi. 1963 siegte er bei den Studentenmeisterschaften im Herreneinzel.

## Sportliche Erfolge
| Saison | Veranstaltung                | Disziplin    | Platz | Name                            |
| ------ | ---------------------------- | ------------ | ----- | ------------------------------- |
| 1963   | Japan: Einzelmeisterschaften | Herrendoppel | 1     | Yukiharu Suzuki / Yoshiaki Tōjō |
| 1965   | Japan: Einzelmeisterschaften | Mixed        | 1     | Yoshiaki Tōjō / Fumiko Yokoi    |